# Obamadon gracilis
Obamadon gracilis é uma espécie de réptil do clado Polyglyphanodontia. É a única espécie descrita para o gênero Obamadon. Seus restos fósseis foram encontrados nas formações de Hell Creek, em Montana, e Lance, no Wyoming e datam do Cretáceo Superior. O nome genérico homenageia o presidente dos Estados Unidos, Barack Obama.